# Зачистка (Родина)
«Зачистка» (англ. «The Clearing») — седьмой эпизод второго сезона американского драматического телесериала «Родина», и 19-й во всём сериале. Премьера состоялась на канале Showtime 11 ноября 2012 года.

## Сюжет
Ройя Хаммад (Зулейка Робинсон) перехватывает Броуди (Дэмиэн Льюис) во время его утренней пробежки. Она говорит ему, что они потеряли человека во время бойни в Геттисберге, и что его роль сейчас важнее, чем когда-либо. Броуди расстроен из-за то, что она удерживает детали от него, частично в пользу Кэрри (Клэр Дэйнс), которая слушает их.
Позже, семья Броуди направляется на политический сбор средств, организованный Рексом Хеннингом (Джон Финн), богатым потенциальным спонсором кампании вице-президента Уолдена (Джейми Шеридан). По дороге, Джессика (Морена Баккарин) сообщает Броуди о подозрениях Майка (Диего Клаттенхофф) о том, что он на самом деле убил Тома Уокера. Броуди неохотно признаёт, что он был соучастником убийства, выставляя это как миссию ЦРУ, которая пошла наперекосяк. После прибытия, Броуди жалуется Кэрри о постоянном вмешательстве Майка. Во время сбора средств, Рекс и Броуди говорят наедине, где Рекс раскрывает, что он служил во Вьетнаме, и хвалит Броуди за то, что он не «сломился» находясь в плену. Позже Рекс объявляет о своём полном одобрении президентского билета Уолден/Броуди. Ранее, однако, Рекс признался Броуди, что его не нравится эгоцентричный Уолден, и что он действительно заинтересован в том, чтобы Броуди сменил Уолдена в качестве президента. Броуди протестует, говоря, что он не тот, кем его считает Рекс.
Сол (Мэнди Патинкин) ищет захваченную террористку Айлин Морган (Марин Айрленд), которая находится в одиночной камере в тюрьме строгого режима. Сол показывает ей фотографию человека, с которым встречалась Ройя Хаммад, и спрашивает Айлин, может ли она опознать его. Айлин описывает своё жалкое повседневное существование в тюрьме, и просит, чтобы её перевели в надземную камеру с окном в обмен на информацию, которой она владеет. Сол, после оказания сопротивления от тюремщика, смог выполнить запрос с помощью генерального прокурора. Айлин даёт Солу имя и возможный адрес человека на фотографии.
Во время сбора средств, Дана (Морган Сэйлор) и Финн (Тимоти Шаламе) спорят о том, когда им признаться о столкновении, которое убило женщину неделей ранее. Спор замечен Синтией Уолден (Талия Болсам) и Джессикой, которые спрашивают их что происходит. Дана прямо объявляет: «Мы убили кого-то», и приступает к пересказыванию событий несчастного случая. Немедленная реакция Уолдена и Синтией — скрыть инцидент, чтобы защитить их политическую репутацию. Уолдены настаивают на том, чтобы никакой отчёт не был подан в полицию. Но ни Броуди ни Джессика не довольны этим. Охваченная виной Дана в шоке о того, что Финн мрачно равнодушен, зная, что его родители выкрутятся, несмотря ни на что.
Куинн (Руперт Френд), выписав себя из больницы, чтобы вернуться к работе, видит Броуди как важную наводку ЦРУ и призывает Кэрри как-то уполномочить его. Предупредив Майка держаться в стороне, играя на его любви к Джессике, Кэрри встречается с Броуди на поляне за домом Рекса. Они говорят о том, как Броуди чувствует ложь за лицом честного военного героизма Рекса. Кэрри пытается утешить его, что приводит к затяжному поцелую. Броуди признаётся, что знает, что Кэрри использует его и манипулирует им, но продолжает целовать её. Он признаётся, что она заставляет его «чувствовать хорошо», что со совсем не так, как должно быть. Он отстраняется и уходит.
Куинн и команда ФБР штурмуют по адресу, который указала Айлин, обнаружив только мужчину, которого она знала ещё с Саудовской Аравии. Когда он оказывается в курсе ситуации, Сол, чувствующий, что его предали, не может понять, зачем Айлин обманывать их. Тогда он осознаёт и устремляется к Айлин в камере для допроса, обнаружив её в луже крови после того, как она перерезала себе горло с помощью осколка от очков для чтения, которые ей дал Сол. Он безудержно плачет, когда она умирает, позже признавшись Куинну, что его эмоции были тем, что позволили ей играть с ним.
Броуди отводит Дану в полицейский участок, чтобы сообщить о ДТП, но они обнаруживают Кэрри, ждущую их возле полицейского участка. Кэрри командует Броуди не подавать отчёт, так как это вызовет падение в немилость Уолдена, таким образом ставя под угрозу свои отношения с Абу Назиром. Она угрожает тем, что их сделка будет отменена, если он так поступит. Дана подходит и Броуди извиняющимся тоном говорит ей, что они не могут сообщить о несчастном случае. Дана, веря, что её только заботит его кампания, испытывает отвращение и убегает, в то время как Броуди изливает своё раздражение на Кэрри: «Это очень плохо! Это же хрен знает что!»

### Умерла
- Айлин Морган: самоубийство

## Производство
Сценарий к эпизоду был написан Мередит Стим, а режиссёром стал Джон Дал.

## Реакция

### Рейтинги
Во время оригинального показа, эпизод посмотрели 1.91 миллионов зрителей, что стало ростом по сравнению с предыдущим эпизодом.

### Реакция критиков
Алан Сепинуолл из HitFix назвал его «великим, резонансным, сосредоточенным на персонажах эпизодом», похвалив выступление Мэнди Патинкина, и выделил встречу Кэрри/Броуди как «фантастическую сцену.»
Тодд Вандерверфф из The A.V. Club дал эпизоду оценку «A-», приписывая сценарий Мередит Стим и объявляя эпизод успешным в собрании вместе нескольких несвязанных сюжетных линий.